# Stig H. Johanssons pokal
Stig H. Johanssons pokal är ett pris inom svensk travsport som delas ut till segrande ekipage av Elitloppet på Solvalla. Pokalen instiftades 2022 som en hyllning till Stig H. Johansson, i samband med att Elitloppets förstapris höjdes till fem miljoner kronor. Johansson har deltagit i Elitloppet 28 gånger som kusk, 32 gånger som tränare och segrat i loppet sex gånger. Han kommer även att vara närvarande vid utdelningen.
Pokalen är en vandringspokal som varje år kommer att fyllas på med inskription av segrande hästs namn.